# Бурбевель
Бурбеве́ль (фр. Bourbévelle) — коммуна во Франции, находится в регионе Франш-Конте. Департамент — Верхняя Сона. Входит в состав кантона Жюсе. Округ коммуны — Везуль.
Код INSEE коммуны — 70086.

## География
Коммуна расположена приблизительно в 290 км к востоку от Парижа, в 80 км севернее Безансона, в 38 км к северо-западу от Везуля.
Вдоль восточной границы коммуны протекает река Сона.

## Население
Население коммуны на 2010 год составляло 79 человек.
| 1962 | 1968 | 1975 | 1982 | 1990 | 1999 | 2010 |
| ---- | ---- | ---- | ---- | ---- | ---- | ---- |
| 127  | 138  | 143  | 119  | 97   | 80   | 79   |

## Администрация
| Период | Период | Фамилия        | Партия | Примечания |
| ------ | ------ | -------------- | ------ | ---------- |
| 1989   | 2008   | Рейнальд Аккар |        |            |
| 2008   | 2014   | Кристьян Колот |        |            |

## Экономика

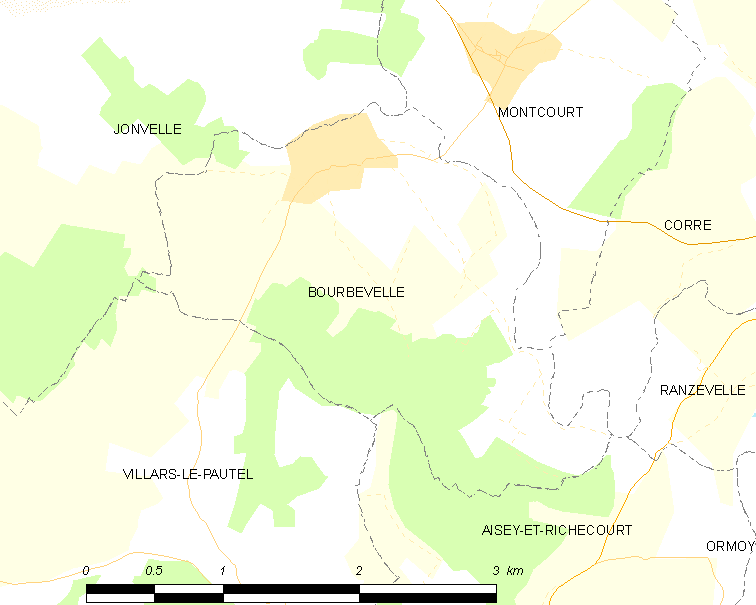
Карта коммуны

В 2010 году среди 44 человек трудоспособного возраста (15—64 лет) 26 были экономически активными, 18 — неактивными (показатель активности — 59,1 %, в 1999 году было 61,9 %). Из 26 активных жителей работали 25 человек (15 мужчин и 10 женщин), безработной была 1 женщина. Среди 18 неактивных 2 человека были учениками или студентами, 8 — пенсионерами, 8 были неактивными по другим причинам.